# Nurket Rock
Nurket Rock är en kulle i Antarktis. Den ligger i Östantarktis. Norge gör anspråk på området. Toppen på Nurket Rock är 2 232 meter över havet, eller 4 meter över den omgivande terrängen. Bredden vid basen är 0,11 km.
Terrängen runt Nurket Rock är platt åt sydost, men åt nordväst är den kuperad. Trakten är obefolkad. Det finns inga samhällen i närheten.